# 產卵
產卵（spawning），為卵生動物將卵從母體中排出的過程。
為了將卵從卵巢排出體外，大多數卵生動物都具有輸卵管，除少數動物卵是從腎管（例：環形動物的多毛類）或口（例：水母）排出。
產卵場所通常選擇適於保護卵和幼體，有利於幼體孵化並有充足的食物的地方，例如：有些動物就是在其他動物體內或植物體內的一定部位產卵。也有為了產卵、育兒而營巢。有的魚類、昆蟲的輸卵管末端會在體外突起形成產卵管，以適於產卵。水生動物若只將卵排放到水中的，也可稱為排卵。

## 外部連結
- （英文）Freshwater Wetlands